# Sindbisvirus
Sindbisvirus (kallas Ockelbosjuka i Sverige, pogostafeber i Finland och karelsk feber i Ryssland) och Ross River-virus orsakar utslag, ledvärk och feber. Utslagen vid sindbisvirusinfektion är diffust distribuerade över bål och ben. Ledvärken kan i vissa fall bli mycket svår, men mattas vanligen av inom en eller två veckor. Värk och stelhet kan dock finnas kvar i flera månader och ibland år.